# Luke Garbutt
Luke Samuel Garbutt (ur. 21 maja 1993 w Harrogate) – angielski piłkarz występujący na pozycji obrońcy w angielskim klubie Ipswich Town. Były młodzieżowy reprezentant Anglii.

## Kariera klubowa
Garbutt rozpoczął profesjonalną karierę piłkarską w Leeds United. W 2009 roku został kupiony przez zespół Evertonu za kwotę 600 tys. funtów ustaloną przez trybunał, jako że kluby nie mogły się dogadać w sprawie kwoty, którą miał zapłacić Everton.
29 sierpnia 2012 roku zadebiutował w drużynie Evertonu, wchodząc w przerwie na boisko, w wygranym 5:0 z Leyton Orient meczu drugiej rundy Pucharu Ligi. Przed sezonem 2013-2014 podpisał z Evertonem nowy 2-letni kontrakt. W Premier League w barwach Evertonu zadebiutował 26 kwietnia 2014 wchodząc na boisko z ławki rezerwowych w meczu z Southampton.
Będąc piłkarzem Evertonu był dwukrotnie wypożyczany do zespołów z niższych klas rozgrywkowych. W sezonie 2011/2012 dołączył do drużyny Cheltenham Town,
 a 2 lata później występował w zespole Colchester United na poziomie League One.

## Kariera reprezentacyjna
Garbutt reprezentował Anglię w młodzieżowych reprezentacjach U-16, U-17, U-18, U-19, U-20 oraz U-21. W kadrze U-16 zadebiutował w marcu 2008 roku przeciwko drużynie Niemiec. W 2010 wraz z reprezentacją U-17 wygrał odbywające się w Liechtensteinie Mistrzostwa Europy. Zagrał w finale tego turnieju, a Anglicy pokonali Hiszpanów 2:1.

## Sukcesy
Anglia
- Mistrzostwo Europy do lat 17: 2010